# 莫斯科国立大学力学数学系
 М.В.罗蒙诺索夫莫斯科国立大学力学数学系（俄语：Механико-математический факультет МГУ），被普遍认为是莫斯科国立大学实力雄厚的一个科系，在此曾诞生了6位菲尔茨奖得主。学生也通常认为該系的教学极具挑战性。

## 历史
尽管莫斯科国立大学在1755年成立之初就一直有数学课程，一个独立的数学物理系直到1804年才正式成立。独立的力学数学系在1933年5月1日成立，并下辖数学、力学和天文三个专业（天文专业于1956年转入物理系）。第二次世界大战后莫斯科大学加速发展，并于1953年搬入麻雀山（苏联时期名为“列宁山”）的新教学楼。1970年，计算数学与控制论专业重点逐渐偏向电脑科学，被分离出去。

## 教学规模
莫斯科国立大学力学数学系专门培养数学、力学和应用数学领域的专业学生。该系拥有26个部（数学17个，力学9个）和14个实验室，近2500名大学生和研究生和近350名教学人员，是全世界规模最大数学中心之一。从2011年开始该系启用六年教学制，学生在第三年后即可选择专业。

## 科系结构[1]

### 数学系
高等几何与拓扑

高等代数

函数理论和泛函分析

数学分析

微分方程

数理统计和随机过程

概率论

计算数学

离散数学

微分几何和应用

数理逻辑和算法理论

智能系统的数学理论

普通拓扑和几何

普通控制问题

动力系统理论

数论

数学和计算机分析

### 力学系
空气动力学和气体动力学

气体和波动力学

计算力学

流体力学

复合材料力学

应用力学和控制

理论力学和机电

塑性理论

弹性理论

机械工程和应用数学

## 相关链接
- 莫斯科国立大学力学数学系的官方网站 （页面存档备份，存于）
- 莫斯科国立大学的官方网站上的力学数学系 （页面存档备份，存于）
- MMOnline （页面存档备份，存于） — 力学数学系非官方网站